# Гринлиф (Канзас)
Гринлиф (енгл. Greenleaf) град је у америчкој савезној држави Канзас.

## Демографија
По попису из 2010. године број становника је 331, што је 26 (-7,3%) становника мање него 2000. године.
| Група             | 2000.       | 2010.       |
| Белци             | 353 (98,9%) | 316 (95,5%) |
| Афроамериканци    | 0 (0,0%)    | 0 (0,0%)    |
| Азијати           | 0 (0,0%)    | 0 (0,0%)    |
| Хиспаноамериканци | 3 (0,8%)    | 12 (3,6%)   |
| Укупно            | 357         | 331         |